# Liste der Monuments historiques in Échevronne
Die Liste der Monuments historiques in Échevronne führt die Monuments historiques in der französischen Gemeinde Échevronne auf.

## Liste der Immobilien
| Bezeichnung        | Beschreibung | Standort                       | Kennzeichnung | Schutzstatus | Datum | Bild |
| ------------------ | --- | ------------------------------ | ------------- | ------------ | ----- | ---- |
| Château de Changey | Schloss, erste Hälfte des 18. Jahrhunderts, Nordflügel vom Ende des 19. Jahrhunderts; einschließlich der Zugangsallee und der Parkanlagen mit zahlreichen Gebäuden, Wasserspielen und Umfassungsmauer | Changey, rue du Château (Lage) | PA21000096    | Inscrit      | 2019  |      |

## Liste der Objekte
| Bezeichnung                   | Beschreibung                               | Standort                                    | Kennzeichnung | Schutzstatus | Datum | Bild |
| ----------------------------- | ------------------------------------------ | ------------------------------------------- | ------------- | ------------ | ----- | ---- |
| Skulptur Unterweisung Mariens | Alabaster, 16. Jahrhundert                 | Échevronne, in der Kirche St-Andoche (Lage) | PM21001027    | Classé       | 1914  |      |
| Skulptur Madonna mit Kind     | Kalkstein, farbig gefasst, 15. Jahrhundert | Échevronne, in der Kirche St-Andoche (Lage) | PM21001028    | Classé       | 1938  |      |
| Altarkreuz                    | Silber, zweite Hälfte des 18. Jahrhunderts | Échevronne, in der Kirche St-Andoche (Lage) | PM21003039    | Classé       | 1999  |      |